# Personnalisme
Ne doit pas être confondu avec Personnalisme américain.
Le personnalisme, ou personnalisme communautaire, est un courant d'idées spiritualiste. Le personnalisme est une position intellectuelle qui met l'accent sur l'importance des personnes humaines. Il existe dans de nombreuses versions différentes, ce qui le rend quelque peu difficile à définir comme un mouvement philosophique et théologique. Friedrich Schleiermacher a utilisé pour la première fois ce terme (en allemand : Personalismus) dans la presse en 1799. Le personnalisme considère l'homme comme un être relationnel, essentiellement social et communautaire, un être libre, transcendant et avec une valeur en soi qui l'empêche de devenir un objet en tant que tel ; un être moral, capable d'aimer, d'agir selon une mise à jour de ses pouvoirs et enfin de se définir en considérant toujours la nature qui le détermine.
Ce courant philosophique se développe surtout en France vers 1930 et s'impose comme une vision réaliste de l'homme en contraste et comme une alternative à la fois aux individualismes et aux totalitarismes qui s'installent à cette époque.

## Origines
- Si vous ne connaissez pas le sujet, laissez ce bandeau (vous pouvez alors contacter les auteurs).
- Si vous supprimez le contenu mis en cause (vous pouvez préalablement contacter les auteurs),

argumentez précisément cette suppression dans la page de discussion
(un manque de référence n'est pas un argument ; une recherche réelle de référence doit avoir été effectuée, être formellement documentée).
Le personnalisme en tant que courant de pensée se déroule dans un environnement entouré de diverses idéologies égales de la situation politique[pas clair] que traversait le monde au cours de la première moitié du xxe siècle  .
Le scientisme et le positivisme faisaient partie de ce contexte et étaient deux des idéologies qui avaient le plus de répercussions sur la pensée et l'action humaines à l'époque. La cause de la popularité de ce nouveau matérialisme intellectuel réside dans le succès remporté par la science expérimentale.
La méthode scientifique était considérée comme la seule méthode de connaissance valable et les seules dimensions qui existaient réellement étaient les dimensions physiques et matérielles puisqu'elles pouvaient être contrôlées par cette méthode. De cette façon, les dimensions transcendantes de la personne ont été rejetées.
Le capitalisme, pour sa part, proclame la liberté de l'individu et son droit à la propriété privée mais sans établir de mécanismes de solidarité entre les sujets, considérés avant tout comme des individus séparés, d'où le remplacement des solidarités par une approche contractuelle des relations garantie par le droit. L'individualisme capitaliste est un produit du libéralisme - autant philosophique qu'économique - des Lumières, et aboutit à ce que les individus ne doivent compter, in fine que sur leurs propres forces et ressources. 
En réponse au capitalisme, le marxisme oppose une analyse sociale et économique de la modernité et des relations sociales, où se dégage une lutte des classes entre bourgeoisie, propriétaire des moyens de production, et prolétariat, forcé de vendre sa force de travail. Le marxisme étudie les origines et conséquences du rapport d'exploitation et d'aliénation de la bourgeoisie sur le prolétariat en en dégageant les mécanismes de la création de plus-value, de fétichisation de la marchandise, entre autres concepts clés. Il conclut surtout à la nécessité de renverser ce rapport social de domination. Ses idées seront diversement employées par les différentes tendances du socialisme, allant du communisme autoritaire, au communisme libertaire ou anarchisme.
Parallèlement au marxisme, deux mouvements totalitaires sont apparus avec une conception très particulière de la personne. Le nazisme, est une forme du fascisme et prône la suprématie de la race aryenne sur toutes les autres. Il est une forme mystique - mais athée - et spécifiquement raciste du fascisme qui contient déjà ces mêmes éléments de primat de l’État sur les individus et le peuple, qu'il est censé incarner, l'identification du peuple à son chef, auquel il est impératif d'obéir. Et, au travers du chef et de l’État, c'est à une terre et une nation sublimée que le fascisme invite à se plier. C'est bien d'un totalitarisme qu'il s'agit[réf. souhaitée].
Face aux courants de pensée qui subordonnaient l'homme à une entité supérieure et réduisaient sa nature à des dimensions spécifiques qui ne couvraient pas tout ce qu'implique être une personne, le besoin se fait sentir d'une réponse qui le revalorise et défende sa véritable identité.
Cette réponse doit être contextualisée dans la réalité du monde d'aujourd'hui et doit être un moyen de faciliter les propositions d'action sur les problèmes de l'homme. La mise en lumière de la notion de personne, de l'expérience de son être, de la rencontre avec les autres, de sa transcendance, de sa subjectivité et de sa liberté constituait une tâche de la plus haute importance et assiduité que le personnalisme a cherché à mener à bien[non neutre].

## Naissance du personnalisme avant 1930
Le terme « personnalisme » est inventé en 1882 par un pasteur réformé, Albin Mazel, dans le cadre d'une étude intitulée « Solidarisme, individualisme et socialisme »,. Le terme est repris ensuite par Charles Renouvier dans une optique kantienne en 1903. Emmanuel Kant pourrait donc passer pour le vrai fondateur du personnalisme. En effet, Kant, en mettant le sujet au centre de l'expérience en général, et de l'expérience morale en particulier, met en pleine lumière la personne capable d'être à elle-même sa propre fin. La philosophie personnaliste doit aussi beaucoup à Nicolas Berdiaev, philosophe orthodoxe russe arrivé à Paris en 1924 avec lequel Emmanuel Mounier collabore dès les premiers numéro d’Esprit. Mounier lui emprunte le concept de personnalisme communautaire et son insistance sur la liberté et la créativité comme fondement de la personne, comme fondement de la spiritualité. Le philosophie Günther Anders estime quant à lui que le personnalisme est un néologisme forgé par son père William Stern en 1903 ou 1904. Il confirme qu'il s'agissait d'une référence explicite à Kant. Günther Anders sut directement de Max Scheler que ce dernier s'appropria la notion avant que Mounier la lui récupère (« C’est Mounier lui-même qui me l’a raconté sur le Boul’Mich, début 1933, peu après que j’ai réussi à fuir l’Allemagne. »)

## Le Personnalisme au cours des années 1930
En France, Emmanuel Mounier fonde en 1932 autour de la revue Esprit un mouvement recherchant une troisième voie humaniste entre le capitalisme libéral et les fascismes. Le personnalisme « post-Mounier » est une philosophie éthique dont la valeur fondamentale est le respect de la personne. Le principe moral fondamental du personnalisme peut se formuler ainsi : « Une action est bonne dans la mesure où elle respecte la personne humaine et contribue à son épanouissement ; dans le cas contraire, elle est mauvaise ». Le personnalisme post-mounier perd sa dimension spirituelle et privilégie la dimension éthique.
Il a une influence importante sur les milieux intellectuels et politiques français des années 1930 aux années 1950. Il influence, entre autres, les milieux de l'éducation populaire et plus tard de l'éducation spécialisée, et les libéraux-chrétiens notamment conservateurs dont Chantal Delsol.
À partir des années 1930, le personnalisme devient un mouvement intellectuel de réaction à la crise économique profonde de cette décennie, que la jeunesse intellectuelle française perçoit comme une crise de civilisation plutôt que comme une crise essentiellement économique. Cette crise, ces jeunes la caractérisent en opposant l'« individu » et la « personne », opposition empruntée d'ailleurs à Charles Péguy, pour manifester leur refus de l'ordre établi exacerbé par la crise économique mondiale qui sévit. Daniel-Rops écrit à ce propos :
- « Est-il besoin de répéter […] que la personne n'a rien de commun avec l'être schématique mû par des passions élémentaires et sordides, qu'est l'individu. Un personnalisme conscient s'oppose même à l'individualisme dont s'est grisé le XIXe siècle. La personne, c'est l'être tout entier, chair et âme, l'une de l'autre responsable, et tendant au total accomplissement »[8].

L'individu, c'est ce qui, en bout de piste, apparaît comme le rejeton des tendances aliénantes du monde moderne. C'est celui qui sacrifie sa dimension spirituelle et son potentiel d'énergies créatrices et de liberté, au profit d'un idéal petit-bourgeois qui ne vise qu'au bien-être. Pour Emmanuel Mounier : « l'individu, c'est la dissolution de la personne dans la matière. […] Dispersion, avarice, voilà les deux marques de l'individualité ». Aussi, la personne ne peut croître « qu'en se purifiant de l'individu qui est en elle ».
Autant la notion d'individu veut exprimer la faillite de la société occidentale que met en relief la crise économique des années 1930, autant celle de personne renferme « comme une absence, un besoin, une tâche et une tension continuellement créatrice ». Contre le gigantisme des mécanismes sociaux, politiques et économiques qui président aux destinées des hommes ; contre l'idéalisme et le rationalisme abstraits qui détachent l'homme de la nature et de ses communautés immédiates, tous les mouvements de la jeunesse française se rejoignent en une même aspiration : celle de renouer avec ce qu'ils appellent l'homme « concret » pour en faire un être responsable, c'est-à-dire capable « de réponse ».
Cette opposition entre individu et personne, assez répandue au début des années 1930, est donc à la fois un jugement sur la situation et un projet pour la modifier. Ce projet pourrait se formuler de la manière suivante. Le bourgeois, cet être incapable d'élévation spirituelle a, par ses visées égoïstes, inversé l'ordre des valeurs mettant ainsi en péril les possibilités d'épanouissement de la personne et de la civilisation occidentale. Pour mettre un terme à la crise de notre civilisation, la transformation des structures sociales et économiques doit inévitablement s'accompagner d'une révolution spirituelle. Dès 1927, Jacques Maritain soutient cette Primauté du spirituel. À sa suite, des revues comme la Jeune Droite, l'Ordre Nouveau et Esprit reprennent cette exigence. Ainsi, en mars 1931, l'un des premiers manifestes de l'Ordre Nouveau lance ce slogan promis à un succès durable : « Spirituel d'abord, économique, ensuite, politique à leur service ». Emmanuel Mounier écrit quelque temps plus tard : « Le spirituel commande le politique et l'économique. L'esprit doit garder l'initiative et la maîtrise de ses buts, qui vont à l'homme par-dessus l'homme, et non au bien-être ».
Selon ces jeunes intellectuels français, redonner la « primauté à la personne », c'est retrouver la voie de la vraie hiérarchie des valeurs ; c'est réunir ce que le monde moderne a eu tendance à séparer. Cette volonté est surtout le souci de la revue Esprit et, dans une moindre mesure, celui de l'Ordre nouveau, revues qui possèdent quelques collaborateurs communs. Toutefois, puisqu'il n'est personne pour croire que cette nouvelle civilisation s'édifiera seulement à coup d'idéal, on a aussi pensé à organiser ce qui relève du matériel sur une base concrète qui puisse permettre d'atteindre la réalisation de cet objectif. Il faut savoir que pour cette génération, Proudhon sera, en ce qui a trait à l'organisation de la dimension matérielle, ce que Charles Péguy représenta pour la dimension spirituelle. Esprit, qui est avant tout Emmanuel Mounier, approfondit surtout la réalité de la personne alors que l'Ordre Nouveau s'attache plutôt, en s'inspirant plus directement de Proudhon, à définir le cadre organisationnel qui va permettre à l'humanité nouvelle d'émerger.

## Nébuleuse de groupements
Le personnalisme se constitue en France dans les années 1930-1934 avec l'apparition d'une nébuleuse de groupes et de revues que l'historiographie du XXe siècle rassemble sous le terme de non-conformistes des années 30, en se référant à l'ouvrage éponyme de Jean-Louis Loubet del Bayle.
Au sein de cette mouvance, animée par de jeunes intellectuels qui ont la volonté de situer leur « engagement » en marge des mouvements d'idées établis, on peut distinguer trois courants :
- Tout d'abord, celui de la revue Esprit qui se crée à partir de 1932 autour d'Emmanuel Mounier (avec Georges Izard et Denis de Rougemont, Jean Lacroix), et auquel on tend parfois aujourd'hui à réduire le personnalisme des années 1930.
- Le second courant est celui de L'Ordre nouveau, qui s'organise sous l'impulsion d'Alexandre Marc à partir d'une base théorique fondée particulièrement sur la réflexion de Robert Aron, de Denis de Rougemont et d'Arnaud Dandieu, l'œuvre de ce dernier étant brutalement interrompue par sa mort en 1933.
- Le « personnalisme gascon », à l'initiative de Bernard Charbonneau et Jacques Ellul, identifié par Patrick Chastenet comme courant fondateur de l'écologie politique[13],[14].
- Enfin, ce que Mounier appellera la Jeune Droite rassemble de jeunes intellectuels plus ou moins dissidents de l'Action française (parmi eux Jean de Fabrègues, Jean-Pierre Maxence et Thierry Maulnier) autour de revues comme Les Cahiers, Réaction, La Revue française, La Revue du siècle.

## Les grandes idées du personnalisme
- Si vous ne connaissez pas le sujet, laissez ce bandeau (vous pouvez alors contacter les auteurs).
- Si vous supprimez le contenu mis en cause (vous pouvez préalablement contacter les auteurs),

argumentez précisément cette suppression dans la page de discussion
(un manque de référence n'est pas un argument ; une recherche réelle de référence doit avoir été effectuée, être formellement documentée).
Face à ce qu'ils perçoivent comme une « crise de civilisation », ces jeunes intellectuels présentent, malgré certaines divergences, un « front commun » :
- Le refus du libéralisme : les personnalistes se posent en rupture avec le « désordre établi », c'est-à-dire la subversion des valeurs humanistes héritées de la raison grecque, du judaïsme et du christianisme, que leur semblent, particulièrement durant la crise des années 1930, représenter les institutions capitalistes et parlementaires d'une société libérale et individualiste, dont les fondements institutionnels leur paraissent aussi fragiles et « inhumains » que les fondements culturels en proie à un « matérialisme » et un « nihilisme » destructeurs.

- Le refus du communisme totalitaire et du fascisme : les personnalistes refusent parallèlement les tentatives « étatistes » de réponses « totales » du communisme stalinien ou du fascisme, précisément pour ce qu'elles broient l'individu et nient la primauté de la personne.

- Les solutions : les personnalistes ont l'ambition, pour remédier à cette « crise de l'homme au XXe siècle », de susciter une « révolution spirituelle », transformant simultanément les choses et les hommes, qui doit trouver son inspiration philosophique dans une conception « personnaliste » de l'homme et de ses rapports avec la nature et la société, et se traduire par la construction d'un « ordre nouveau », au-delà de l'individualisme et du collectivisme, orienté vers une organisation « fédéraliste », « personnaliste et communautaire » des rapports sociaux.

## Le personnalisme face au fascisme
Après 1934, face aux événements, les itinéraires de ces intellectuels divergent. Pourtant leur influence ultérieure n'est pas négligeable, même si elle se manifeste de manière quelque peu diffuse. Sur la lancée des débats intellectuels de l'avant-guerre, les hommes et les idées des années 1930 apparaissent dans les années 1940 :
- dans certaines des expériences « communautaires » du régime de Vichy (politique de la jeunesse, Compagnons de France, Association Jeune France, École d'Uriage). Simple opportunisme alors que l'effondrement de la IIIe République laisse le champ « libre » (à condition d'ignorer l'occupation allemande) pour de nouvelles expériences politiques et sociales selon les uns, ou dérive naturelle d'une idéologie française anti-libérale selon les autres (selon l'historien Zeev Sternhell par exemple).
- dans certains programmes de la Résistance (Mouvement Combat, Défense de la France, l'OCM) désireux de faire de la Résistance le creuset de changements profonds par rapport aux mœurs politiques et sociales de l'avant-guerre, tenues pour responsables du désastre de 1940.

## Le personnalisme après 1945
- Après la guerre, nombre de ces non-conformistes et conservateurs deviennent des militants des mouvements fédéralistes européens (Robert Aron, Daniel-Rops, Jean de Fabrègues, Alexandre Marc, Denis de Rougemont, Thierry Maulnier).
- La revue Esprit, tout en prenant ses distances avec une partie de son héritage, est un temps tentée de faire un chemin aux côtés du communisme (toujours l'héritage anti-libéral qui appelle la recherche de solutions radicalement nouvelles parfois non exemptes de risques), puis contribue aux débats de la IVe et de la Ve République sur l'avènement d'une « Nouvelle gauche » et n'est pas sans influence sur ce que dans les années 1980 on appelle la « deuxième gauche », notamment par la voix de Jacques Delors (cf. La Vie nouvelle).
- Après 1968, certains courants écologistes se rattachent à cet « esprit des années 30 », notamment les chrétiens-conservateurs dont Jacques Ellul. Il faut cependant noter qu'Ellul, avec Bernard Charbonneau, est déjà l'auteur du premier manifeste personnaliste dans les années 1930.
- Cette influence s'exerce aussi sur le courant de la démocratie chrétienne, les libéraux-conservateurs avec Chantal Delsol, et dans la droite (Charles Millon, Hervé Mariton) et sur ses prolongements.
- Ngô Đình Diệm, président du Sud-Vietnam de 1955 à 1963, se réclame du personnalisme.
- Au-delà des frontières de la France, le personnalisme des années 1930 trouve aussi une audience, par exemple au Québec dans les années 1930-1970, notamment auprès du  premier ministre Trudeau. Cette présence au Canada provoque là-bas une polémique philosophique d'envergure internationale en opposant le philosophe québécois d'origine belge Charles De Koninck aux personnalistes, et plus particulièrement à Jacques Maritain et à ses disciples. Le personnalisme se fait aussi connaître parmi les milieux de dissidents de l'Europe de l'Est, tandis qu'il n'est pas étranger à l'évolution de la réflexion des milieux catholiques durant la seconde moitié du XXe siècle.
- Les aspects intellectuels et philosophiques du personnalisme sont particulièrement approfondis par Esprit et son directeur, Emmanuel Mounier, auxquels la postérité tend à identifier ce courant d'idées de façon un peu réductrice.
- Le père Teilhard de Chardin représente la version théologique du personnalisme[15].
- La Charte de l'environnement incluse dans la Constitution française en 2005 reprend la notion d'épanouissement personnel parmi les valeurs à protéger.
- L’œuvre de Michel Freitag peut être considérée comme étant d'inspiration personnaliste dans la mesure où sa sociologie dialectique constitue une sociologique systématique et une philosophie critique des fondements de la civilisation occidentale (les trois tomes Dialectique et société, œuvre issue de sa thèse), laquelle est prolongée dans une critique conjointe du totalitarisme (notamment dans l'article Totalitarismes : de la terreur au meilleur des mondes) et du libéralisme (son ouvrage testamentaire intitulé L'abîme de la liberté. Critique du libéralisme.). Sa thèse le rapproche notamment des travaux de la revue Économie et humanisme, laquelle tente de promouvoir une alternative d’inspiration personnaliste aux théories néoclassiques du développement.
- Les travaux autour du développement du pouvoir d'agir des personnes et des collectivités de Christian Morel (Éducation populaire et puissance d'agir, 2014), du Québécois Yann Le Bossé (Sortir de l'impuissance, Invitation à soutenir le développement du pouvoir d'agir des personnes et des collectivités, 2012) ainsi que Marie-Hélène Bacqué et Carole Biewener (L'empowerment, une pratique émancipatrice ?, 2013) font référence à l'émancipation de la personne[réf. nécessaire].
- Les Droits culturels qui apparaissent en France, en 2015, par la loi portant nouvelle organisation territoriale de la République (Loi NOTRe) et par la loi relative à la liberté de la création, à l'architecture et au patrimoine (LCAP, 2016) s'appliquent aux personnes et ont une filiation avec le personnalisme[16],[réf. nécessaire].